# Austrálie na Letních olympijských hrách 2000
Austrálii na Letních olympijských hrách v roce 2000 reprezentovalo 617 sportovců v 34 sportech. Ve výpravě bylo 341 mužů a 276 žen.

## Medailisté
| Medaile | Jméno | Sport               | Soutěž                                   |
| ------- | --- | ------------------- | ---------------------------------------- |
| Zlato   | Simon Fairweather | Lukostřelba         | Muži jednotlivci                         |
| Zlato   | Cathy Freemanová | Atletika            | Ženy 400 m                               |
| Zlato   | Brett Aitken Scott McGrory | Cyklistika          | Muži madison                             |
| Zlato   | Phillip Dutton Andrew Hoy Matthew Ryan Stuart Tinney | Jezdectví           | Jezdecká všestrannost - družstva         |
| Zlato   | Kate Allen Alyson Annan Renita Farrell Juliet Haslam Rechelle Hawkesová Nikki Hudson Rachel Imison Clover Maitland Claire Mitchell-Taverner Jenny Morris Alison Peek Katrina Powell Lisa Powell Angie Skirving Kate Starre Julie Towers | Pozemní hokej       | Turnaj žen                               |
| Zlato   | Michael Diamond | Sportovní střelba   | Muži trap                                |
| Zlato   | Tom King Mark Turnbull | Jachting            | Muži třída 470                           |
| Zlato   | Jenny Armstrong Belinda Stowell | Jachting            | Ženy třída 470                           |
| Zlato   | Ian Thorpe | Plavání             | Muži 400 m volný způsob                  |
| Zlato   | Grant Hackett | Plavání             | Muži 1500 m volný způsob                 |
| Zlato   | Grant Hackett Bill Kirby Michael Klim Daniel Kowalski Todd Pearson Ian Thorpe | Plavání             | Muži štafeta 4 x 200 m volný způsob      |
| Zlato   | Adam Pine Todd Pearson Michael Klim Ashley Callus Chris Fydler Ian Thorpe | Plavání             | Muži štafeta 4 x 100 m volný způsob      |
| Zlato   | Susie O'Neill | Plavání             | Ženy 200 m volný způsob                  |
| Zlato   | Lauren Burns | Taekwondo           | Ženy do 49 kg                            |
| Zlato   | Natalie Cooková Kerri Pottharstová | Plážový volejbal    | Turnaj žen                               |
| Zlato   | Naomi Castle Joanne Fox Bridgette Gusterson Simone Hankin Yvette Higgins Kate Hooper Bronwyn Mayer Gail Miller Melissa Mills Debbie Watson Liz Weekes Danielle Woodhouse Taryn Woods                                                    | Vodní pólo          | Turnaj žen                               |
| Stříbro | Jai Taurima | Atletika            | Muži skok daleký                         |
| Stříbro | Taťjana Grigorjevová | Atletika            | Ženy skok o tyči                         |
| Stříbro | Carla Boyd Michelle Brogan Sandy Brondello Trisha Fallon Kristi Harrower Jo Hill Lauren Jacksonová Annie La Fleur Shelley Sandie Rachael Sporn Michele Timms Jenny Whittle                                                              | Basketbal           | Turnaj žen                               |
| Stříbro | Daniel Collins Andrew Trim | Kanoistika          | Muži K-2 500 m                           |
| Stříbro | Gary Neiwand | Cyklistika          | Muži keirin                              |
| Stříbro | Michelle Ferris | Cyklistika          | Ženy 500 m s pevným startem              |
| Stříbro | Andrew Hoy | Jezdectví           | Jezdecká všestrannost - jednotlivci      |
| Stříbro | Ji Wallace | Skoky na trampolíně | Muži                                     |
| Stříbro | Daniel Burke Jaime Fernandez Alastair Gordon Brett Hayman Robert Jahrling Mike McKay Nick Porzig Christian Ryan Stuart Welch | Veslování           | Muži osmiveslice                         |
| Stříbro | Darren Balmforth Simon Burgess Anthony Edwards Robert Richards | Veslování           | Muži čtyřka bez kormidelníka lehkých vah |
| Stříbro | Darren Bundock John Forbes | Jachting            | Třída Tornado                            |
| Stříbro | Russell Mark | Sportovní střelba   | Muži double trap                         |
| Stříbro | Ian Thorpe | Plavání             | Muži 200 m volný způsob                  |
| Stříbro | Kieren Perkins | Plavání             | Muži 1500 m volný způsob                 |
| Stříbro | Matt Welsh | Plavání             | Muži 100 m znak                          |
| Stříbro | Michael Klim | Plavání             | Muži 100 m motýlek                       |
| Stříbro | Michael Klim | Plavání             | Muži 100 m motýlek                       |
| Stříbro | Regan Harrison Geoff Huegill Michael Klim Ryan Mitchell Adam Pine Ian Thorpe Josh Watson Matt Welsh | Plavání             | Muži štafeta 4 x 100 m polohový závod    |
| Stříbro | Leisel Jonesová | Plavání             | Ženy 100 m prsa                          |
| Stříbro | Susie O'Neill | Plavání             | Ženy 200 m motýlek                       |
| Stříbro | Elka Graham Susie O'Neill Giaan Rooney Petria Thomasová Kirsten Thomson Jacinta van Lint | Plavání             | Ženy štafeta 4 x 200 m volný způsob      |
| Stříbro | Dyana Calub Leisel Jonesová Susie O'Neill Giaan Rooney Sarah Ryan Petria Thomasová Tarnee White | Plavání             | Ženy štafeta 4 x 100 m polohový závod    |
| Stříbro | Daniel Trenton | Taekwondo           | Muži +80 kg                              |
| Stříbro | Todd Woodbridge Mark Woodforde | Tenis               | Muži čtyřhra                             |
| Stříbro | Michellie Jonesová | Triatlon            | Ženy                                     |
| Bronz   | Katrin Borchert | Kanoistika          | Ženy K-1 500 m                           |
| Bronz   | Shane Kelly | Cyklistika          | Muži 1000 m s pevným startem             |
| Bronz   | Bradley McGee | Cyklistika          | Muži stíhací závod (jednotlivci)         |
| Bronz   | Sean Eadie Darryn Hill Gary Neiwand | Cyklistika          | Družstvo mužů sprint                     |
| Bronz   | Robert Newbery Dean Pullar | Skoky do vody       | Muži synchronized 3 m springboard        |
| Bronz   | Rebecca Gilmoreová Loudy Tourkyová | Skoky do vody       | Ženy synchronizované skoky z věže 10 m   |
| Bronz   | Michael Brennan Adam Commens Stephen John Davies Damon Diletti Lachlan Dreher Jason Duff Troy Elder James Elmer Paul Gaudoin Stephen Holt Brent Livermore Daniel Sproule Jay Stacy Craig Victory Matthew Wells Michael York             | Pozemní hokej       | Turnaj mužů                              |
| Bronz   | Mária Pekliová | Judo                | Ženy 57 kg                               |
| Bronz   | Ben Dodwell Bo Hanson Geoffrey Stewart James Stewart | Veslování           | Muži čtyřka bez kormidelníka             |
| Bronz   | Matthew Long James Tomkins | Veslování           | Muži dvojka bez kormidelníka             |
| Bronz   | Michael Blackburn | Jachting            | Třída laser                              |
| Bronz   | Annemarie Forder | Sportovní střelba   | Ženy 10 metrů vzduchová pistole          |
| Bronz   | Sandra Allen Joanne Brown Fiona Crawford Kerry Dienelt Peta Edebone Sue Fairhurst Selina Follas Kelly Hardie Tanya Harding Sally McDermid Simmone Morrow Melanie Roche Natalie Titcume Natalie Ward Brooke Wilkins                      | Softball            | Turnaj žen                               |
| Bronz   | Matt Welsh | Plavání             | Muži 200 m znak                          |
| Bronz   | Geoff Huegill | Plavání             | Muži 100 m motýlek                       |
| Bronz   | Justin Norris | Plavání             | Muži 200 m motýlek                       |
| Bronz   | Petria Thomasová | Plavání             | Ženy 200 m motýlek                       |